# Znojenje
Znojenje je fiziološki proces kojim se organizam hladi i regulira tjelesnu temperaturu, odnosno oslobađa višak topline. Znojne žlijezde proizvode i luče znoj, tekućinu sastavljenu od vode, natrijevog klorida, elektrolita i drugih tvari. Pri izbijanju na površinu kože, znoj postupno isparava i tako odnosi toplinu iz tijela.
Ljudski organizam u prosjeku izluči oko 700 ml znoja dnevno, iako ta količina ovisi od niza čimbenika kao vanjske temperature, fizičke aktivnosti, vrste odjeće, starosti, zdravstvenog stanja organizma i drugih faktora, tako da u ekstremnim slučajevima organizam može izlučiti i preko dvije litre znoja tijekom samo jednog sata.

## Znojne žlijezde
Razlikuju se dvije osnovna vrste znojnih žlijezda: merokrine ili ekrine i apokrine (mirisne).
Ljudski organizam ima 2-5 milijuna merokrinih žlijezda, koje su najbrojnije na stopalima i dlanovima. Apokrinih žlijezda ima manje, a najgušće su raspoređene u predjelu pazuha, oko analnog otvora i spolnih organa, oko bradavica na dojkama i sl. Ove žlijezde izlučuju znoj koji sadrži bjelančevine i ugljikoidrate. Kao rezultat bakterijske razgradnje ovih tvari i oslobađanja različitih metabolita, javlja se neugodan miris.

## Poremećaji
Na količinu izlučenog znoja utječu brojni faktori, a te razlike mogu biti fiziološke ili patološke prirode. Pojačano lučenje znoja naziva se hiperhidroza, smanjeno lučenje je označeno kao hipohidroza, dok anhidroza predstavlja potpuni prestanak lučenja znoja.
Fiziološka hiperhidroza označava pojačano lučenje znoja u slučajevima intenzivne fizičke aktivnosti, visoke vanjske temperature, neprimjerene odjeće, stresa, trudnoće, menopauze, gojaznosti itd. Pojačano lučenje znoja može se pojaviti i nakon konzumiranja vrlo začinjene hrane i alkohola, ili kao posljedica djelovanja nekih lijekova. Hiperhidroza je jedan od simptoma različitih bolesti i stanja kao što su: tuberkuloza, malarija, upala pluća, infarkt miokarda, hipoglikemija i sl. Hiperhidroza može biti i urođena (genetska).
Smanjeno lučenje znoja može se javiti nakon opeklina koje pokrivaju veliku tjelesnu površinu, kod Adisonove bolesti (hormonalna neravnoteža), kod srčanog ili bubrežnog zatajenja, oštećenja centralnog i perifernog živčanog sustava, kao i nekih kožnih bolesti (psorijaze, sklerodermije, pemfigusa) itd. Hipohidroza je redovita pojava kod dehidratacije. U starijih ljudi je uobičajeno da tijelo luči nešto manje znoja nego u mladih. Genetski poremećaj poznat kao ektodermalna displazija ima kao karakteristiku potpunu odsutnost znojnih žlijezda.
Kao rezultat hiperhidroze javljaju se gljivične infekcije i kožne bradavice, a smanjeno lučenje znoja može olakšati pojavu toplotnog udara i druga stanja opasna po život.